# مايكل ميدينا
مايكل ميدينا (بالإسبانية: Michael Medina)‏ مواليد 9 يوليو 1986 في موديستو، الولايات المتحدة، هو ملاكم محترف مكسيكي يصنف ضمن فئة الوزن المتوسط.

## إحصائيات
خاض خلال مسيرته 33 نزالا، فاز في 26 وتعادل في 2 وخسر في 5. فاز بالضربة القاضية في 19 نزالا.

## روابط خارجية
- مايكل ميدينا على موقع بوكس ريك (الإنجليزية) (registration required)